# Khruangbin
Khruangbin (с тайск. — «Летающий двигатель / самолёт»; KRUNG-bin; тайск. เครื่องบิน, krʉ̂ʉang-bin) — американское музыкальное трио из Хьюстона (штат Техас). В состав группы входят Лаура Ли Очоа (бас-гитара и вокал), Марк Спир (гитара и вокал) и DJ Johnson (ударные, клавишные и вокал). Трио известно тем, что смешивает глобальные музыкальные влияния, такие как классический соул, даб, рок и психоделию.
В ноябре 2024 года группа была номинирована на премию «Грэмми» как лучший новый артист.

## История
См. также «Khruangbin Background» в английском разделе.
Спир и Джонсон познакомились в 2004 году, когда они играли в госпел-группе пастора Руди Расмуса из методистской церкви Святого Иоанна в Хьюстоне, штат Техас. В церкви Спир работал гитаристом, а Джонсон — органистом. После вечерней репетиции музыканты отправились в бар, где Спир продемонстрировал свои обширные познания в музыке со всего мира. Джонсон назвал его «музыкальной энциклопедией», а Спир рассказал журналу The New York Times, что в детстве он был одержим каталогом музыкальных образцов со всего мира на компакт-диске Microsoft Encarta.
В 2007 году Спир познакомился с Очоа через друзей, где их объединила общая любовь к афганской музыке и ближневосточной архитектуре. В 2009 году Очоа, которая обучалась игре на гитаре и фортепиано, начала осваивать бас под руководством Спира. После шести месяцев игры она прошла прослушивание и получила приглашение стать бас-гитаристом у Yppah в его предстоящем туре. Спир уже выступал в качестве гитариста Yppah и порекомендовал Очоа пройти прослушивание. В 2010 году Очоа и Спир отправились в тур с Yppah, который открывал тур Bonobo.

## Жанр и стиль
Стиль Khruangbin не вписывается в рамки существующих жанров. The New York Times назвала его «чрезвычайно скользким, жанровым (это психоделический лаунж-даб? Пустынный серф-рок? Звук, который вы слышите внутри лавовой лампы?)». В основном инструментальный, звук группы описывается как соул, серф-рок, психоделика, рок, даб и фанк, а один сайт даже описывает их как «электронные». Наиболее часто используемый термин для описания музыки Khruangbin — тайский фанк, хотя сами участники группы бросают вызов условностям жанров, публично отказываясь быть вписанными в один конкретный ярлык. Как отметил музыкальный журналист Роб Шепард для PostGenre, «название Khruangbin, которое с тайского переводится как „летающий двигатель“ или самолет, идеально подходит для их музыки, поскольку она часто пересекает границы и культуры». New York Times пишет, что звучание Khruangbin было настолько отчетливым и популярным, что «теперь существует целый поджанр музыки, широко известный как „Khruangbin vibes“». Группа делает ставку на простое оборудование и настройку. В 2024 году Очоа сказала, что не меняла струны на своем басу с 2010 года.

## Дискография
См. также «Khruangbin discography» в английском разделе.
- The Universe Smiles upon You (2015)
- Con Todo el Mundo (2015)
- Mordechai (2020)
- Ali (2022)
- A La Sala (2024)

## Награды и номинации
| Год  | Номинант   | Категория                                  | Результат | Ссылка |
| ---- | ---------- | ------------------------------------------ | --------- | ------ |
| 2025 | Khruangbin | Премия «Грэмми» лучшему новому исполнителю | Номинация | [ 14 ] |